# Karl Michael von Attems
Karl Michael von Attems (in italiano: Carlo Michele d'Attems) (Gorizia, 1º luglio 1711 – Gorizia, 18 febbraio 1774) è stato un arcivescovo cattolico austriaco.

## Biografia
Appartenente alla nobile famiglia dei conti d'Attems, Karl Michael nacque a Gorizia il 1º luglio 1711, ricevette una ricca formazione culturale e godette dell'appoggio dell'imperatrice Maria Teresa d'Austria. Fu canonico della cattedrale di Basilea, vicario apostolico per l'area appartenente all'Impero della diocesi aquileiese e il 24 agosto 1750 fu consacrato vescovo titolare di Pergamo. Il 24 aprile 1752 fu nominato primo arcivescovo della nuova arcidiocesi di Gorizia. Nel 1766 fu nominato principe del Sacro Romano Impero.
Nel novembre 1766 avviò i contatti diplomatici per il programma di riunificazione delle Chiesa d'Oriente in seno a quella di Roma, supportato dal ministro russo Carlo Woronzow, dai ministri di Maria Teresa d'Austria, da papa Clemente XIII e dal suo successore al soglio pontificio. La situazione politica lo indusse a limitare un programma internazionale al tentativo di riportare al cattolicesimo romano gli orientali dell'Austria e della comunità triestina.
Negli anni successivi riorganizzò la Chiesa goriziana dopo soppressione del Patriarcato, nel 1768 indisse un sinodo, nel 1753 istituì il monte di pietà per combattere l'usura, nel 1756 aprì l'ospedale di San Raffaele e nel 1757 fondò il seminario. Poliglotta, inaugurò nella Chiesa goriziana la pratica di parlare direttamente nella lingua del popolo: nelle visite pastorali predicava anche in friulano agli abitanti del Friuli goriziano, in sloveno ai diocesani della Slovenia e in tedesco a quelli della Carinzia e della Stiria meridionale.

## Genealogia episcopale e successione apostolica
La genealogia episcopale è:
- Cardinale Sigismund von Kollonitsch
- Vescovo Ernst Amadeus Thomas von Attems
- Arcivescovo Karl Michael von Attems

La successione apostolica è:
- Vescovo Aldrago Antonio de Piccardi (1767)
- Arcivescovo Rudolf Joseph von Edling (1770)